# Američka književnost
Američka književnost je literatura napisana ili proizvedenu u Sjedinjenim Američkim Državama i njenim prethodnim kolonijama (za specifične rasprave o poeziji i teatru, pogledajte članke poezija Sjedinjenih Država i pozorište u Sjedinjenim Državama). Pre osnivanja Sjedinjenih Država, britanske kolonije na istočnoj obali današnjih Sjedinjenih Država bile su pod snažnim uticajem engleske književnosti. Američka književna tradicija tako je počela kao deo šire tradicije engleske književnosti.
Revolucionarni period se ističe političkim spisima Benjamina Franklina, Aleksandra Hamiltona i Tomasa Pejna. Američka deklaracija nezavisnosti Tomasa Džefersona učvrstila je njegov status ključnog američkog pisca. Krajem 18. i početkom 19. veka objavljeni su prvi narodni romani. Rani primer je Vilijam Hil Braunov roman Moć simpatije objavljen 1791. godine. Braunov roman prikazuje tragičnu ljubavnu priču između srodnika koji se zaljubljuju bez znanja da su u srodstvu.
Sa sve većom željom da se proizvede jedinstvena američka književnost i kultura, pojavio se veliki broj ključnih novih književnih ličnosti, možda najprominentniji od kojih su Vašington Irving i Edgar Alan Po. Godine 1836, Ralf Voldo Emerson je započeo uticajni pokret poznat kao transcendentalizam. Inspirisan tim pokretom, Henri Dejvid Toro napisao je rad Volden, koji slavi individualizam i prirodu, i poziva na otpor diktatima organizovanog društva. Politički sukob oko abolicionizma inspirisao je tekstove Vilijama Lojda Garisona i Herijete Bičer Stou u njenom čuvenom romanu Čiča Tomina koliba. Ovi napori podržani su nastavkom narativa o robovima, kao što je Frederik Daglasovo delo Narativ o životu Frederika Daglasa, američkog roba.
Sredinom devetnaestog veka Natanijel Hotorn je objavio svoj magnum opus Skerletno slovo, roman o preljubi. Hotorn je uticao na Hermana Melvila, koji se ističe po knjigama Mobi Dik i Bili Bad. Najveći američki pesnici devetnaestog veka bili su Volt Vitman i Emili Dikinson. Mark Tven (ime koje je koristio Samjuel Langhorn Klemens) bio je prvi veliki američki pisac rođen izvan istočne obale. Henri Džejms je stavio američku literaturu na međunarodnu mapu romanima kao što je Portret dame. Na prelazu dvadesetog veka pojavio se jak prirodoslovni pokret koji je obuhvatao pisce poput Idit Vorton, Stivena Krejna, Teodora Drejzera i Džeka Londona.
Američki pisci su izražavali razočaranje nakon Prvog svetskog rata. Kratke priče i romani F. Skota Ficdžeralda odražavaju raspoloženje tokom 1920-ih, a Džon Dos Pasos je takođe pisao o ratu. Ernest Hemingvej je postao poznat po delima Sunce se ponovo rađa i Zbogom oružje; Godine 1954, on je dobio je Nobelovu nagradu za književnost. Vilijam Fokner je postao jedan od najvećih američkih pisaca s romanima kao što su Buka i bes. Američka poezija je dostigla vrhunac nakon Prvog svetskog rata sa piscima kao što su Volas Stivens, T. S. Eliot, Robert Frost, Ezra Paund i E. E. Kamings. Američka drama je tada stekla međunarodni status sa radovima Judžin O’Nila, koji je osvojio četiri Pulicerove nagrade i Nobelovu nagradu. Sredinom dvadesetog veka američkom dramom dominirao je rad dramskih pisaca Tenesija Vilijamsa i Artura Milera, kao i sazrevanje američkog mjuzikla.
Pisci ere depresije uključivali su Džona Stajnbeka, koji se ističe svojim romanom Grozdovi gneva. Henri Miler je zauzeo posebno mesto u američkoj književnosti 1930-ih, kada su njegovi polu-autobiografski romani zabranjeni u SAD. Od kraja Drugog svetskog rata do ranih sedamdesetih godina proizvedeno je mnogo popularnih dela u savremenoj američkoj književnosti, kao što je Harper Lijev roman Ubiti pticu rugalicu. Učešće Amerike u Drugom svetskom ratu uticalo je na radove kao što su Goli i mrtvi Normana Mejlera (1948), Keč-22 Džozefa Helera (1961) i Klanica 5 Kurta Voneguta mlađeg (1969). Glavni književni pokret od sedamdesetih godina bio je postmodernizam, a od kasnog dvadesetog veka etnička i manjinska književnost je naglo porasla.

## Indijanska književnost

### Oralna književnost
Usmena književnost je postojala među različitim indijanskim plemenima pre dolaska evropskih kolonista. Tradicionalne teritorije nekih plemena prelaze nacionalne granice i takva literatura nije homogena, već odražava različite kulture ovih naroda.

### Objavljene knjige
Godine 1771, objavljeno je prvo delo jednog Indijanca na engleskom, Propoved propovedana prilikom pogubljenja Mojsija Pola, Indijanca, autora Samsona Okoma, iz plemena Mohegan, koje je doživelo 19 izdanja. Život i avanture Hoakina Murijete (1854) Džona Rolina Ridža (Čeroki, 1827–67) bio je prvi roman jednog Indijanca, a O-gi-mav-kve Mit-I-gva-ki (Kraljica šume) (1899) Sajmona Pokagona (Potavatomi, 1830–99) bio je „prvi indijanski roman posvećen temi indijanskog života“.
Značajan događaj u razvoju indijanske književnosti na engleskom jeziku došao je dodelom Pulicerove nagrade 1969. N. Skotu Momadeju (pleme Kiova) za njegov roman Kuća napravljena od zore (1968).

## Kolonijalna književnost
Zbog velike imigracije tokom 1630-ih, artikulacije puritanskih ideala i ranog osnivanja koledža i štamparije u Kembridžu, Davidove kolonije su često smatrane središtem rane američke književnosti. Međutim, prva evropska naselja u Severnoj Americi osnovana su drugdje mnogo godina ranije. Gradovi stariji od Bostona uključuju španska naselja u Sent Ogastinu i Santa Feu, holandska naselja u Olbaniju i Novom Amsterdamu, kao i engleska kolonija Džejmstaun u današnjoj Virginiji. Tokom kolonijalnog perioda, štamparije su bile aktivne u mnogim oblastima, od Kembridža i Bostona do Njujorka, Filadelfije i Anapolisa.
Dominacija engleskog jezika nije bila neizbežna. Prva štampani dokument u Pensilvaniji bio je na nemačkom jeziku i to je bila najveća knjiga štampana u bilo kojoj koloniji pre američke revolucije. Španski i francuski jezik imali su dve najjače kolonijalne književne tradicije u oblastima koje sada čine Sjedinjene Države, a diskusije o ranoj američkoj književnosti obično uključuju tekstove Jonvila Dejvida i Samjuela de Šamplena zajedno sa tekstovima na engleskom jeziku Tomasa Hariota i Džona Smita. Štaviše, postojala je bogata tradicija usmene književnosti na kontinentu među brojnim različitim indijanskim grupama. Međutim, politički događaji su na kraju učinili da engleski jezik postane lingva franka za kolonije kao i književni jezik izbora. Na primer, kad su Englezi osvojili Novi Amsterdam 1664. godine, preimenovali su ga u Njujork i promenili administrativni jezik sa holandskog na engleski.

## Post-nezavisnost
U posleratnom periodu, Tomas Džeferson je uspostavio svoje mesto u američkoj književnosti kroz autorstvo Deklaracije o nezavisnosti, svoj uticaj na Ustav SAD, svoju autobiografiju, svoje Beleške o državi Virdžiniji i svoja brojna pisma. Federalistički eseji Aleksandra Hamiltona, Džejmsa Medisona i Džona Džeja predstavili su značajnu istorijsku raspravu o organizaciji američke vlade i republikanskim vrednostima. Fišer Ejms, Džejms Otis i Patrik Henri takođe su cenjeni zbog svojih političkih spisa i govora.

### Prvi američki roman
Krajem 18. i početkom 19. veka objavljeni su prvi američki romani. Ove fikcije su bile predugačke da bi bile štampane za javno čitanje. Izdavači su iskušali sreću na ovim delima u nadi da će postati stalni prodavci i da će morati da budu ponovo štampana. Ova šema je na kraju bila uspešna jer su se stope pismenosti muškaraca i žena u to vreme povećavale. Među prvim američkim romanima su Alonsove avanture Tomasa Atvuda Digesa, objavljene u Londonu 1775. i Moć simpatije Vilijama Hila Brauna objavljene 1789. Braunov roman prikazuje tragičnu ljubavnu priču između rođaka koji su se zaljubili a da nisu znali da su u srodstvu.
U narednoj deceniji značajne književnice su objavljivale i romane. Suzana Rovson je najpoznatija po svom romanu Šarlot: Priča o istini, objavljenom u Londonu 1791. godine. Godine 1794. roman je ponovo objavljen u Filadelfiji pod naslovom Šarlot Templ. Šarlot Templ je priča o zavođenju, napisana u trećem licu, koja upozorava da se ne sluša glas ljubavi i savetuje otpor. Ona je napisala devet romana, šest pozorišnih dela, dve zbirke poezije, šest udžbenika i bezbroj pesama. Dostigavši više od milion i po čitalaca tokom veka i po, Šarlot Templ je bila najprodavanije delo 19. veka pre Stoveove Čiča Tomina koliba. Iako je Rovson bila izuzetno popularna u svoje vreme i često je priznata u izveštajima o razvoju ranog američkog romana, Šarlot Templ se često kritikuje kao sentimentalan roman zavođenja.
Knjiga Hane Vebster Foster Koketa: Ili, istorija Elize Vorton objavljena je 1797. godine i bila je izuzetno popularna. Ispričan sa Fosterove tačke gledišta i zasnovan na stvarnom životu Elize Vitman, roman govori o ženi koja je zavedena i napuštena. Eliza je „koketa“ kojoj se udvaraju dva veoma različita muškarca: sveštenik koji joj nudi udoban porodični život i poznati raspusnik. Nesposobna da izabere između njih, ona se nađe sebe samom kada se oba muškarca ožene. Ona se na kraju popušta pred veštim libertanacom i u gostionici rađa vanbračno mrtvorođeno dete. Koketa je pohvaljena zbog demonstracije kontradiktornih ideja o ženskosti iz tog doba, iako je delo kritikovano zbog delegitimizacije protesta protiv podređenosti žena.

## Literatura
- Bercovitch, Sacvan (1994—2005). The Cambridge History of American Literature. Cambridge: Cambridge University Press.
- Chisholm, Hugh, ур. (1911). „American Literature”.  (на језику: енглески) (11 изд.). Cambridge University Press.
- Gray, Richard (2011). A History of American Literature. Malden: Wiley-Blackwell.
- Moore, Michelle E. (2019). Chicago and the Making of American Modernism: Cather, Hemingway, Faulkner, and Fitzgerald in Conflict. New York and London: Bloomsbury Academic.
- Müller, Timo (2017). Handbook of the American Novel of the Twentieth and Twenty-First Centuries. Boston: de Gruyter. Архивирано из оригинала 21. 12. 2019. г. Приступљено 27. 07. 2019.
- Lincoln, Kenneth (1985). Native American Renaissance. University of California Press. ISBN 978-0-520-05457-8. Приступљено 10. 11. 2012.
- Lundquist, Suzanne Evertsen. Native American Literatures: An Introduction. Continuum International Publishing Group: New York, NY. 2004, P. 38.
- The Native American Renaissance: Literary Imagination and Achievement, eds. Alan R. Velie and A. Robert Lee (Norman: Oklahoma UP, 2014).
- Delbanco, Andrew (пролеће 2006). „American Literature: A Vanishing subject?”. Daedalus. 135 (2): 22—37. S2CID 57567897. doi:10.1162/daed.2006.135.2.22..
- Madsen, Deborah L. (2000). Understanding Contemporary Chicana Literature. Columbia, SC: University of South Carolina Press. ISBN 978-1-57003-379-7.
- Shell, Marc; Sollors, Werner, ур. (2000). The Multilingual Anthology of American Literature: A Reader of Original Texts with English Translations. New York: NYU Press. ISBN 978-0814797525.
- Woodberry, George Edward (1911). „American Literature”.  Ур.: Chisholm, Hugh.  (на језику: енглески). 1 (11 изд.). Cambridge University Press. стр. 831—842.